# Brachwitz (Wettin-Löbejün)

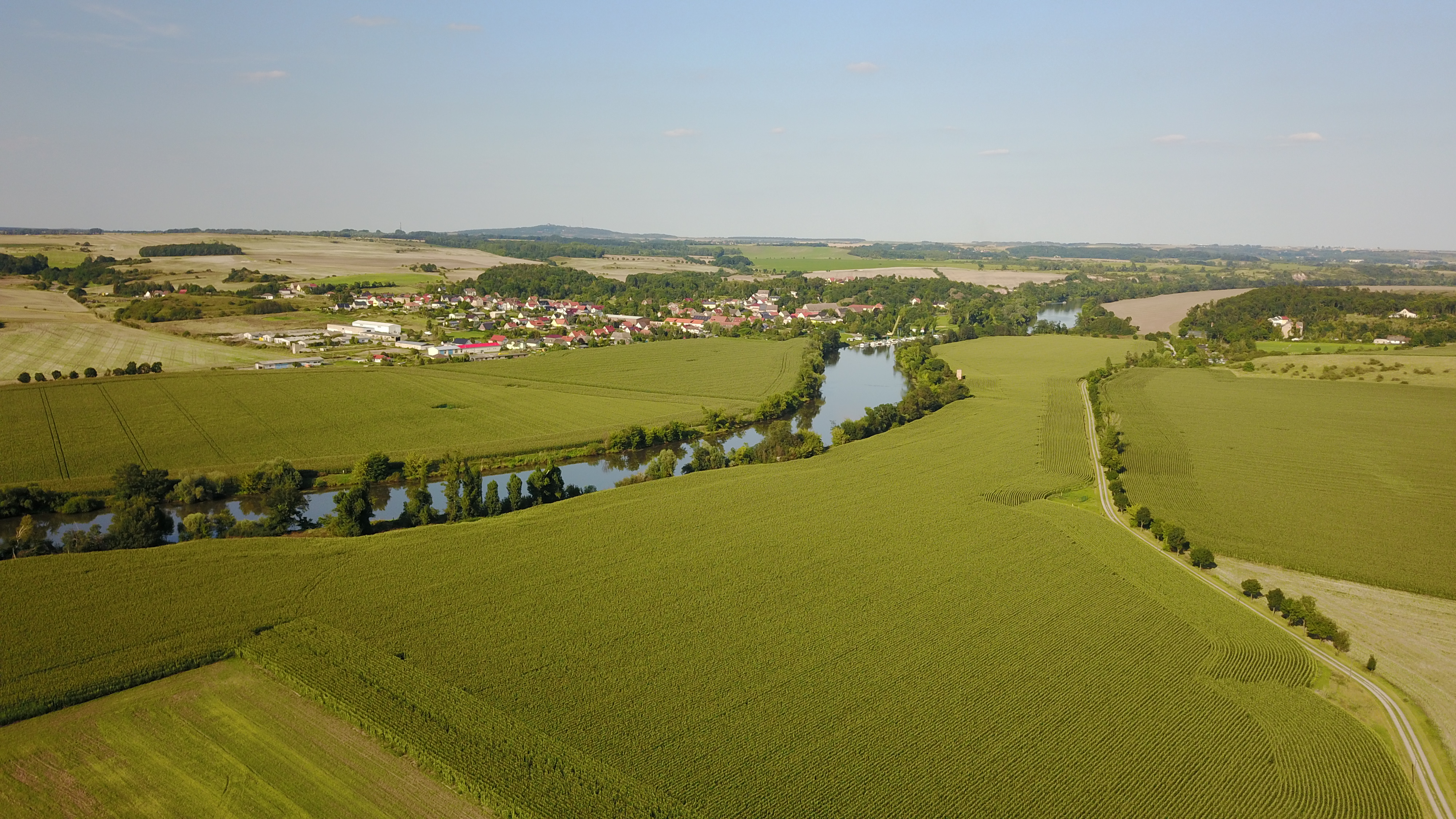
Brachwitz aus der Luft (am Horizont der Petersberg, rechts neben der Saale die Reste von Neuragoczy)

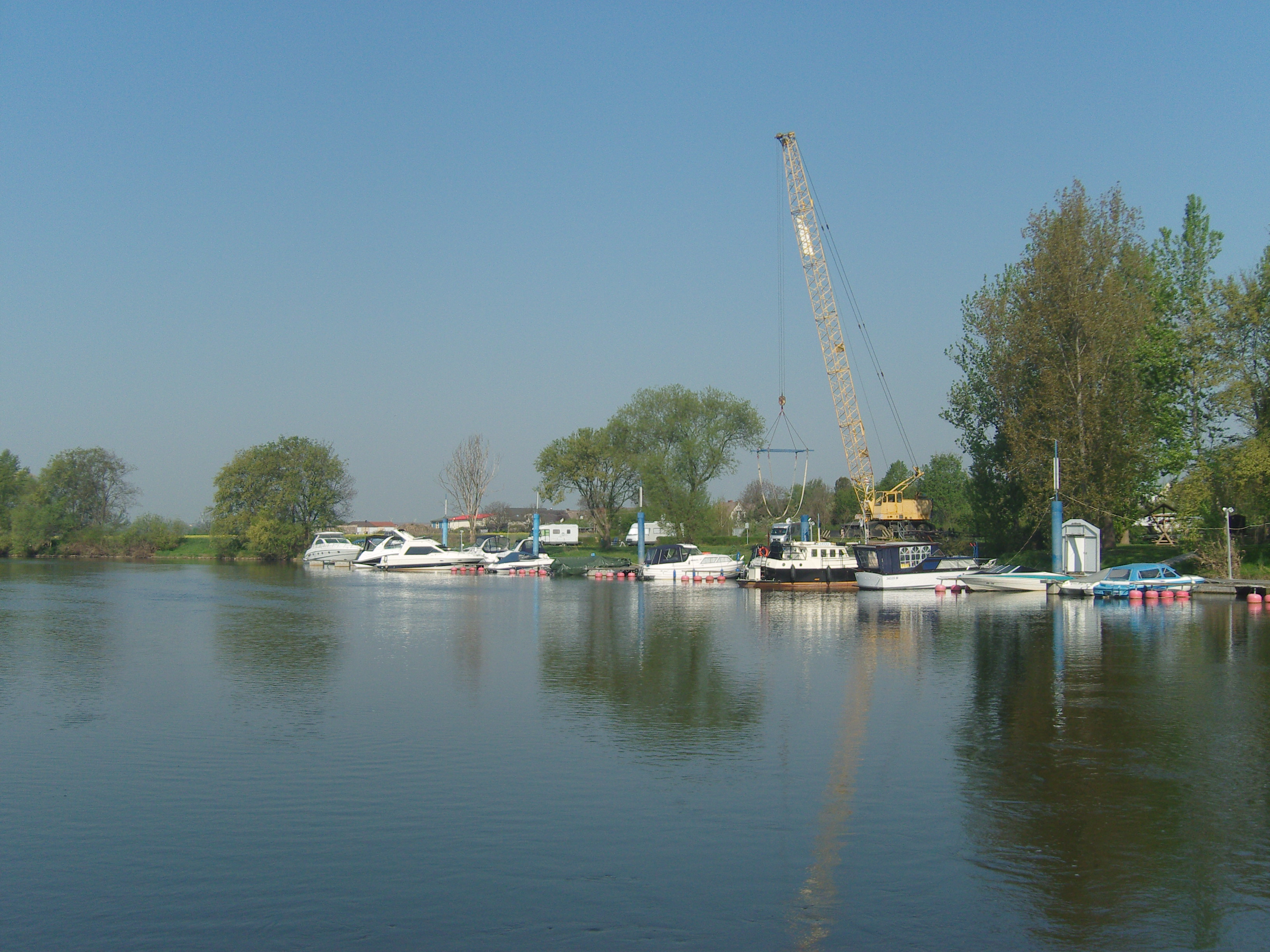
Blick von der Fähre Brachwitz

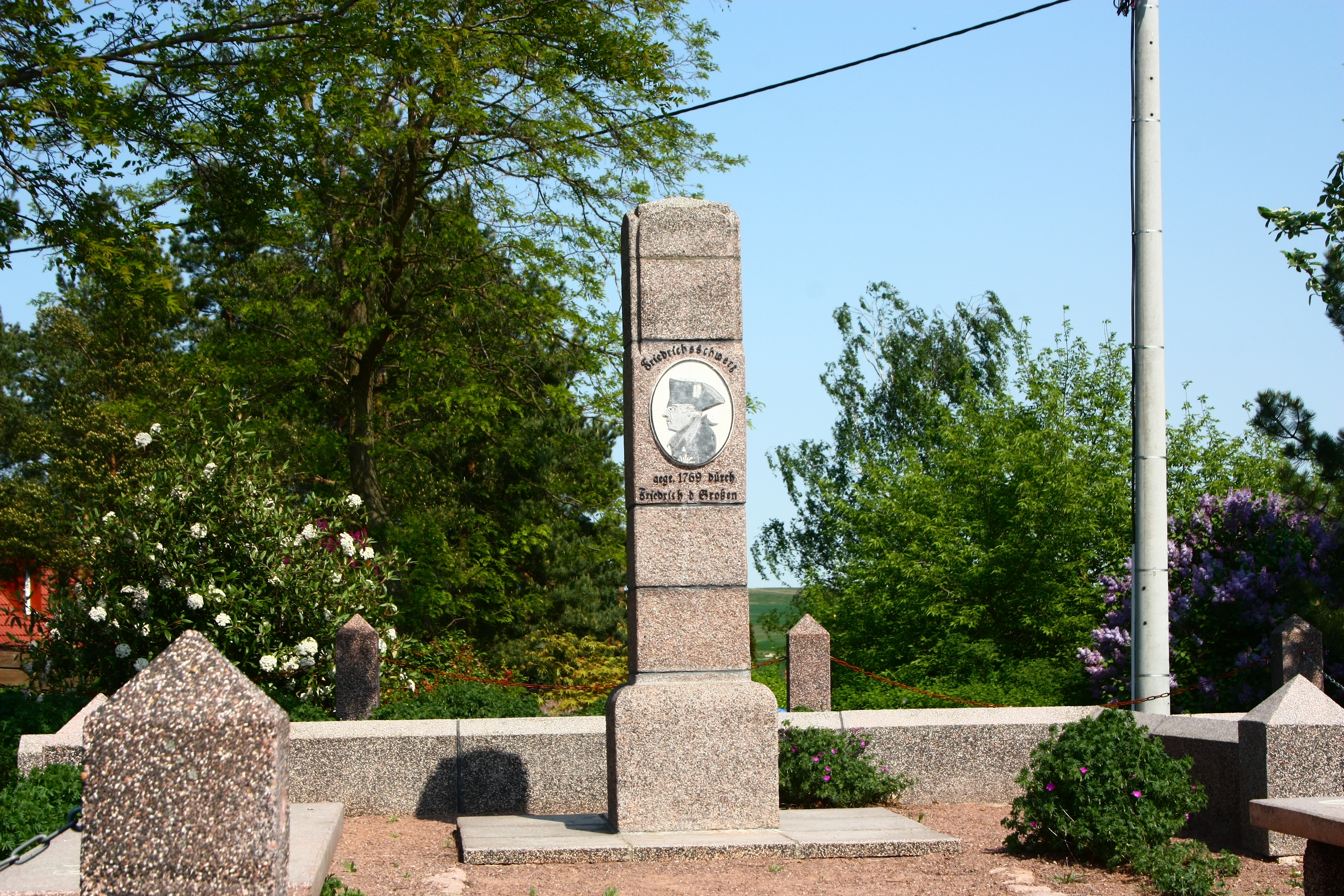
Denkmal in Friedrichsschwerz

Brachwitz ist ein Ortsteil der Stadt Wettin-Löbejün im Saalekreis in Sachsen-Anhalt, Deutschland.

## Geografie
Brachwitz liegt im Saaletal, nordwestlich von Halle.

### Gemeindegliederung
Als Ortsteil von Brachwitz ist Friedrichsschwerz ausgewiesen.

## Geschichte

### Brachwitz
Der Ort hat slawische Wurzeln, wovon Wallreste einer Burg auf dem Kirschberg zeugen. 1271 (?) wurde er erstmals urkundlich erwähnt.
Die Kirche St. Michael entstand um 1500. 1603 wurden große Teile des Ortes durch einen Brand zerstört.
Im 18. Jahrhundert baute man Stein- und Braunkohle ab, welche in geringer Tiefe zu finden waren. Alte Steinbrüche zeugen zudem vom Porphyr-Abbau.
Von den Wüstungen in der Gemarkung Brachwitz, Luckenau und Schobelitz, sind keine Überreste erhalten. Beide Orte wurden wahrscheinlich durch wiederholte Überschwemmungen noch vor dem Dreißigjährigen Krieg verlassen.

### Friedrichsschwerz
Friedrichsschwerz wurde 1288 erstmals in einer Schenkungsurkunde als Swersczs erwähnt, ging allerdings zwischen 1467 und 1573 ein.
Auf Anordnung von Friedrich dem Großen (25. Dezember 1769) wurde eine Kolonie mit 20 Familien begründet, welche die Wurzeln des heutigen Ortes darstellt. Die Kirche von Friedrichsschwerz wurde 1883 geweiht, 1970 jedoch abgerissen. An ihrer Stelle wurde am 3. Oktober 2004 eine Gedenksäule für den Wiederbegründer des Ortes, Friedrich den Großen, enthüllt.

### Gemeinsame Geschichte
Brachwitz und Friedrichsschwerz bildeten gemeinsam mit dem Ort Langenbogen bei Teutschenthal (Exklave an der Grenze zur Grafschaft Mansfeld) das Amt Brachwitz im Saalkreis des Erzstifts Magdeburg. Mit dessen Angliederung an Preußen gehörte es ab 1680 zum brandenburg-preußischen Herzogtum Magdeburg.
Mit dem Frieden von Tilsit wurden Brachwitz und Friedrichsschwerz im Jahr 1807 dem Königreich Westphalen angegliedert und dem Distrikt Halle im Departement der Saale zugeordnet. Sie gehörten zum Kanton Wettin. Nach der Niederlage Napoleons und dem Ende des Königreichs Westphalen befreiten die verbündeten Gegner Napoleons Anfang Oktober 1813 den Saalkreis. Bei der politischen Neuordnung nach dem Wiener Kongress 1815 wurden beide Orte im Jahr 1816 dem Regierungsbezirk Merseburg der preußischen Provinz Sachsen angeschlossen und dem Saalkreis zugeordnet.
Am 20. Juli 1950 wurde Friedrichsschwerz nach Brachwitz eingemeindet. Am 1. Januar 2011 wurden die Städte Löbejün und Wettin sowie die Gemeinden Brachwitz, Döblitz, Domnitz, Gimritz, Nauendorf, Neutz-Lettewitz, Plötz und Rothenburg, die zuvor bereits in der Verwaltungsgemeinschaft Saalkreis Nord zusammengeschlossen waren, zur neuen Stadt Löbejün-Wettin, die bereits am 7. April 2011 ihren jetzigen Namen Wettin-Löbejün erhielt, zusammengefasst.

## Politik

### Wappen
Das Wappen wurde am 25. Mai 1998 durch das Regierungspräsidium Halle genehmigt.
Blasonierung: „In Silber eine blaue, mit silbernem Wellenfaden belegte Wellenleiste zwischen einem roten Pflug und einem grünen Eichenzweig mit steigender roter Frucht zwischen zwei aufgerichteten Blättern.“

## Kultur und Sehenswürdigkeiten

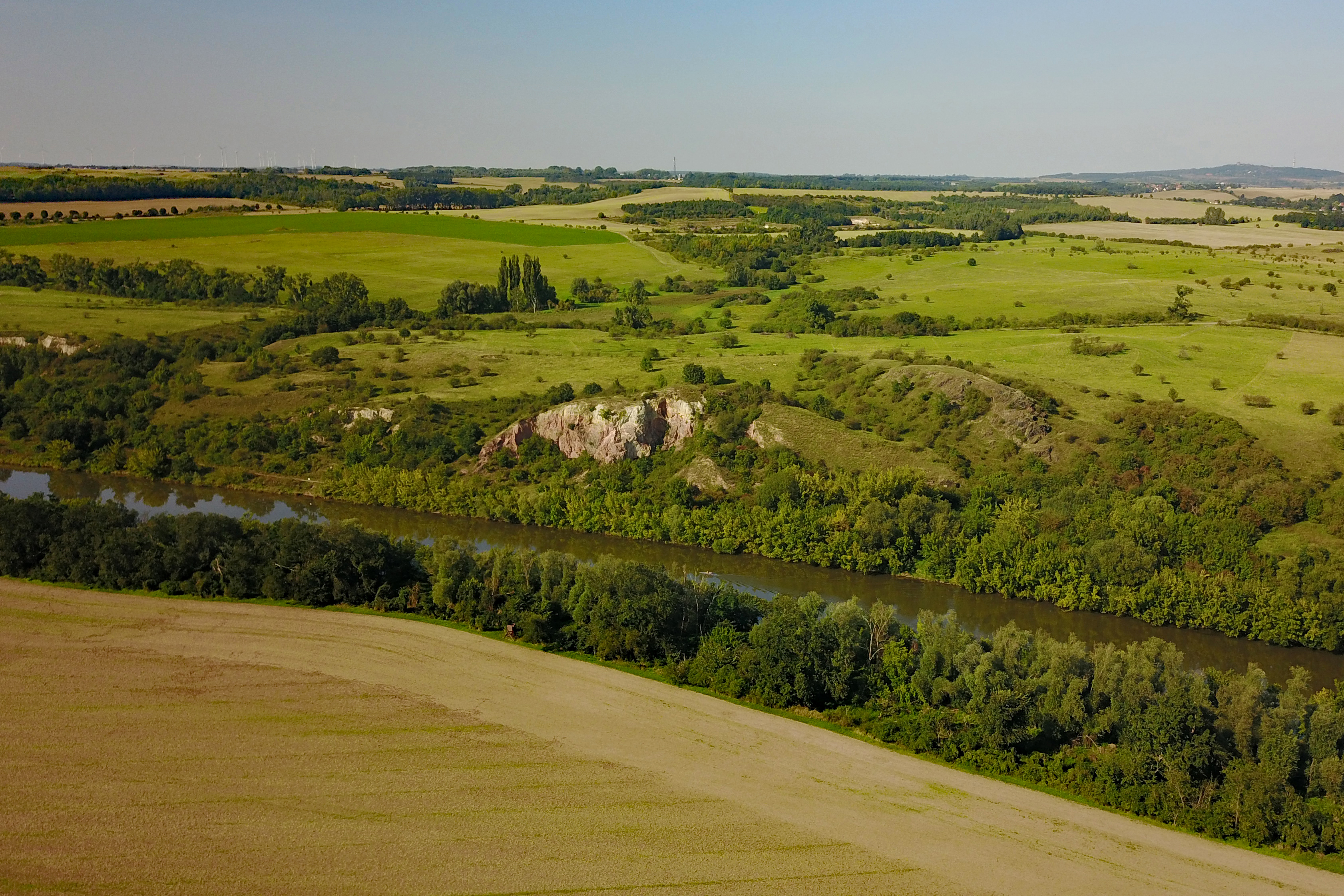
Brachwitzer Alpen (Luftbild von Lettin aus)

- Die sogenannten Brachwitzer Alpen entlang des rechten Saaleufers östlich von Brachwitz, die zum Teilgebiet Franzigmark des FFH-Gebietes Porphyrlandschaft nordwestlich Halle gehören,
- Naturschutzgebiet Porphyrlandschaft bei Brachwitz unmittelbar nördlich von Brachwitz, ebenfalls zugehörig dem o. g. FFH-Gebiet,
- Ortsmuseum

Die Kulturdenkmale des Orts sind im örtlichen Denkmalverzeichnis eingetragen.

## Wirtschaft und Infrastruktur

### Verkehr
Eine Auto-Fähre führt über die Saale und verbindet Neuragoczy mit Brachwitz; sie ist Teil des Saaleradweges. Über die Straße auf der südlichen Saaleseite können u. a. Salzmünde und der Westen der Stadt Halle erreicht werden.

## Söhne und Töchter der Ortschaft
- Friedrich August Alexander Eversmann (1759–1837), preußischer Technologe, Bergbeamter und Publizist
- Carl Friedrich Wilhelm Berg (1793–1825), Landwirt und Schriftsteller
- Carl Wentzel (1876–1944), Opfer des 20. Juli 1944
- Franz Richard Behrens (1895–1977), Dichter des Expressionismus